# Nomalungelo Gina
Nomalungelo Gina é uma política sul-africana que é Membro do Parlamento (MP) pelo Congresso Nacional Africano desde 2003.
Actualmente é Vice-Ministra do Comércio, Indústria e Concorrência. Como ministra, ela defendeu as exportações agrícolas durante a pandemia de COVID-19.